# Evenus endymion
Evenus endymion är en fjärilsart som beskrevs av Fabricius 1787. Evenus endymion ingår i släktet Evenus och familjen juvelvingar. Inga underarter finns listade i Catalogue of Life.